# Liste der Monuments historiques in Locquénolé
Die Liste der Monuments historiques in Locquénolé führt die Monuments historiques in der französischen Gemeinde Locquénolé auf.

## Liste der Bauwerke
| Bezeichnung                    | Beschreibung | Standort                   | Kennzeichnung | Schutzstatus | Datum | Bild           |
| ------------------------------ | ------------ | -------------------------- | ------------- | ------------ | ----- | -------------- |
| Kirche St-Guénolé und Calvaire |              | Place de la Liberté (Lage) | PA00090072    | Classé       | 1970  | weitere Bilder |
| Maison Kerautem                |              | Chemin Vert (Lage)         | PA00135266    | Inscrit      | 1995  |                |

## Liste der Objekte
- Monuments historiques (Objekte) in Locquénolé in der Base Palissy des französischen Kultusministeriums